# Dan McKellar
Pour les articles homonymes, voir McKellar.
Pas d'image ? Cliquez ici

a Compétitions nationales et continentales officielles uniquement.

Dernière mise à jour le 29 juillet 2023.
Dan McKellar, né le 17 juillet 1976 à Brisbane (Australie), est un joueur de rugby à XV australien reconverti comme entraîneur.Lors de sa carrière de joueur, il évolue au poste de pilier.

## Carrière

### Carrière de joueur
Dan McKellar commence sa carrière en 1994 avec le club des Burdekin Canetoads, avec qui il remporte le championnat de la région de Townsville (Queensland septentrional) en 1994.
Entre 1996 et 2006, il joue avec Souths Rugby en Queensland Premier Rugby. Lors des saisons 2005 et 2006, il fait partie de l'effectif des Queensland Reds, évoluant en Super Rugby, mais ne dispute aucune rencontre,.
A côté de sa carrière en Australie, il effectue des piges en Ecosse et en Irlande. En Irlande, il joue avec le Wicklow Rugby Club dans le championnat amateur de la province du Leinster entre 2001 et 2005,.

### Carrière d'entraîneur
Dan McKellar commence sa carrière d'entraîneur avec Wicklow en tant qu'assistant en 2001, alors qu'il encore joueur de cette équipe. L'année suivante il devient l’entraîneur principal, et le reste pendant quatre saisons.
De retour en Australie, il devient l’entraîneur assistant pour son ancienne club de Souths Rugby en 2007, avant d'en pendre la tête pour les saisons 2008 à 2010. En 2011, il est nommé comme entraîneur en chef des Tuggeranong Vikings en ACTRU Premier Division, avec qui il dispute deux saisons et remporte à chaque fois le championnat.
En 2013, il rejoint le club japonais des NTT Docomo Red Hurricanes en Top League en tant qu’entraîneur des avants.
Au bout de huit mois au Japon, il retourne en Australie pour occuper le rôle d’entraîneur adjoint à la défense et à la technique individuelle pour la franchise des Brumbies en Super Rugby. L'année suivante, il est également nommé entraîneur adjoint des Canberra Vikings pour leur première saison de National Rugby Championship.
Après le départ de Stephen Larkham en 2017, il devient l’entraîneur en chef des Brumbies à partir de la saison 2018,. Avec cette équipe, il remporte le Super Rugby AU en 2020, avant d'échouer en finale de la même compétition l'année suivante,.
En juin 2021, tout en conservant ses fonctions avec les Brumbies, il devient l'entraîneur des avants de la sélection australienne sous la direction de Dave Rennie. Il quitte les Brumbies à l'issue de la saison 2022 de Super Rugby pour occuper son poste avec les Wallabies à plein temps. Il occupe cette fonction jusqu'en février 2023, date à laquelle il décide de quitter ses fonctions, à la suite de l'éviction de Rennie, et de son remplacement par Eddie Jones.
Immédiatement à la suite de son départ, il est nommé entraîneur en chef du club anglais des Leicester Tigers en Premiership à compter de la saison 2023-2024. Il ne reste qu'une saison avec cette équipe, rompant son contrat à l'amiable en juin 2024 après une décevante huitième place en championnat.
Peu de temps après son départ de Leicester, il fait son retour en Australie, s'engageant pour trois ans avec la franchise des Waratahs à compter de la saison 2025.

## Palmarès
- Vainqueur du ACTRU Premier Division en 2012 et 2013 avec les Tuggeranong Vikings.
- Vainqueur du Super Rugby AU en 2020 avec les Brumbies.
- Finaliste du Super Rugby AU en 2021 avec les Brumbies.